# Bánffy Dénes (főispán, 1723–1780)
Gróf losonci Bánffy Dénes (1723–1780) főlovászmester, főispán.

## Élete
Kolozs vármegye főispánja (1762–1777), királyi főlovászmester, a Német-római Birodalom kamarása és valódi belső titkos tanácsosa volt. Fia gróf Bánffy (IV.) György (1689-1735) dobokai főispánnak. Az ő nevéhez fűződik a bonchidai Bánffy-kastély barokk stílusú átépíttetése 1748–1753 között. 1774-ben a kolozsvári királyi univerzitás igazgatójává nevezték ki.

## Munkái
- Hermathena more veterum illustri collegio reformatorum Claudiopolitano. Claudiopoli, 1747
- Jeles köszöntések, és atyai intés, melylyek-is mondattanak azon alkalmatossággal a’midőn… gróf lossontzi Bánffi Dénes… Kolosvármegyében eddig viselt főispáni hivatalját önként resignálván… Kolozsvár, 1777 (Beszéd, melyet tartott Kolozsvármegye közgyűlésén, midőn a főispáni tisztséget György fiára átruházta)